# Antologia Maryli Rodowicz (2012–2013)
Antologia Maryli Rodowicz – seria wydawnicza wytwórni Universal Music Polska z lat 2012–2013, obejmująca albumy muzyczne polskiej piosenkarki popowej Maryli Rodowicz. W ramach cyklu zostały wydane reedycje polskich albumów studyjnych Rodowicz z lat 1970–1995 (z wyjątkiem Marysi biesiadnej) oraz siedmioczęściowa seria kompilacji Rarytasy, obejmujących utwory niewydane dotychczas na albumach studyjnych. Wszystkie te wydawnictwa ukazały się na CD, w sprzedaży cyfrowej i serwisach strumieniowych. Dodatkowo albumy studyjne (poza Złotą Marylą) zostały wznowione na płytach gramofonowych. Dla większości albumów studyjnych, publikowanych w okresie PRL na winylach, były to pierwsze wydania na CD i w formatach cyfrowych. Podsumowaniem antologii jest seria czterech box setów, zawierających albumy wydane w cyklu.

## Wznowione albumy studyjne
| Tytuł             | Rok  | Data premiery     |
| ----------------- | ---- | ----------------- |
| Żyj mój świecie   | 1970 | 13 listopada 2012 |
| Wyznanie          | 1972 | 20 listopada 2012 |
| Rok               | 1974 | 4 grudnia 2012    |
| Sing-Sing         | 1976 | 4 grudnia 2012    |
| Wsiąść do pociągu | 1978 | 15 stycznia 2013  |
| Cyrk nocą         | 1979 | 26 marca 2013     |
| Święty spokój     | 1982 | 26 marca 2013     |
| Był sobie król    | 1985 | 7 maja 2013       |
| Gejsza nocy       | 1986 | 7 maja 2013       |
| Polska Madonna    | 1987 | 18 czerwca 2013   |
| Absolutnie nic    | 1991 | 18 czerwca 2013   |
| Złota Maryla      | 1995 | 18 czerwca 2013   |

## Seria kompilacjiRarytasy
| Tytuł                           | Data premiery     |
| ------------------------------- | ----------------- |
| Rarytasy I (1967–1970)          | 27 listopada 2012 |
| Rarytasy II (1970–1973)         | 4 grudnia 2012    |
| Rarytasy III (1974–1977)        | 19 marca 2013     |
| Rarytasy IV (1977–1982)         | 16 kwietnia 2013  |
| Rarytasy V (lata 80., część 1)  | 28 maja 2013      |
| Rarytasy VI (lata 80., część 2) | 28 maja 2013      |
| Rarytasy VII (1990–2000)        | 6 sierpnia 2013   |

### Rarytasy I (1967–1970)
| Nr  | Tytuł utworu                                  | Muzyka                                   | Tekst                       | Długość |
| --- | --------------------------------------------- | ---------------------------------------- | --------------------------- | ------- |
| 1.  | „Jak cię miły zatrzymać”                      | Jerzy Andrzej Marek                      | Adam Kreczmar               | 3:03    |
| 2.  | „Jadą wozy kolorowe”                          | Jerzy Ficowski                           | Stefan Rembowski            | 4:10    |
| 3.  | „Ballada o balladzie”                         | Woody Guthrie                            | Wojciech Młynarski          | 2:30    |
| 4.  | „Odpowie ci wiatr”                            | Bob Dylan                                | Andrzej Bianusz             | 2:36    |
| 5.  | „Czas wszystko zmienia”                       | Bob Dylan                                | Jacek Korczakowski          | 4:09    |
| 6.  | „Za moim oknem”                               | Jan Pilecki                              | Robert Bogdan               | 2:30    |
| 7.  | „Najgłębsza z cisz”                           | Jerzy Matuszkiewicz                      | Jan Zalewski                | 3:29    |
| 8.  | „Ballada kowalska”                            | Henryk Klejne                            | Edward Fiszer               | 4:20    |
| 9.  | „Maria Consulea”                              | Henri Dès                                | Jerzy Kleyny                | 2:30    |
| 10. | „Gdybym ciebie nie poznała”                   | Seweryn Krajewski                        | Krzysztof Dzikowski         | 2:28    |
| 11. | „Gdzie są kwiaty z tamtych lat”               | Pete Seeger                              | Agnieszka Osiecka           | 3:06    |
| 12. | „To było w maju”                              | Benedykt Konowalski                      | Jan Gałkowski               | 3:26    |
| 13. | „Dzień dobry gwiazdo”                         | James Rado, Gerome Ragni, Galt MacDermot | Agnieszka Osiecka           | 2:35    |
| 14. | „Jeszcze przed chwilą byłaś tu” (ze Skaldami) | Andrzej Zieliński                        | Leszek Aleksander Moczulski | 2:28    |
|     |                                               |                                          |                             | 43:20   |

Uwagi
- Utwór „Ballada o balladzie” jest polskojęzycznym coverem piosenki „This Land Is Your Land” Woody’ego Guthriego.
- Utwór „Odpowie ci wiatr” jest polskojęzycznym coverem piosenki „Blowin’ in the Wind” Boba Dylana.
- Utwór „Czas wszystko zmienia” jest polskojęzycznym coverem piosenki „The Times They Are a-Changin’” Boba Dylana.
- Utwór „Maria Consulea” jest polskojęzycznym coverem piosenki Hendiego Dèsa pod tym samym tytułem.
- Utwór „Gdzie są kwiaty z tamtych lat” jest polskojęzycznym coverem piosenki „Where Have All the Flowers Gone?” Pete’a Seegera.
- Utwór „Dzień dobry gwiazdo” jest polskojęzycznym coverem piosenki „Good Morning Starshine” z musicalu Hair.

### Rarytasy II (1970–1973)
| Nr  | Tytuł utworu                                                      | Muzyka                      | Tekst                       | Długość |
| --- | ----------------------------------------------------------------- | --------------------------- | --------------------------- | ------- |
| 1.  | „Gdzie są te łąki”                                                | Katarzyna Gärtner           | Ernest Bryll                | 3:53    |
| 2.  | „Kolibajka (Kolibaj się, kolibaj)”                                | Katarzyna Gärtner           | Ernest Bryll                | 3:45    |
| 3.  | „Z lotu ptaka”                                                    | Katarzyna Gärtner           | Jerzy Andrzej Kleyny        | 3:23    |
| 4.  | „Hej! Dzień się budzi”                                            | Katarzyna Gärtner           | Jerzy Kleyny                | 2:56    |
| 5.  | „Ginny-Ginny”                                                     | Angelo Michajlov            | Eduard Krečmar              | 3:31    |
| 6.  | „My Sweet Lord”                                                   | George Harrison             | George Harrison             | 3:46    |
| 7.  | „Jeszcze zima”                                                    | Adam Sławiński              | Agnieszka Osiecka           | 3:52    |
| 8.  | „A kiedy pora zmierzchu nastanie”                                 | Zbigniew Namysłowski        | Grzegorz Walczak            | 2:56    |
| 9.  | „Droga, którą idę” (z Sewerynem Krajewskim, na żywo – Sopot 1972) | Seweryn Krajewski           | Janusz Kondratowicz         | 2:53    |
| 10. | „Let It Be”                                                       | John Lennon, Paul McCartney | John Lennon, Paul McCartney | 3:15    |
| 11. | „Wio koniku”                                                      | Imre Garai                  | Jerzy Jurandot              | 2:43    |
| 12. | „Ja z podróży”                                                    | Maryla Rodowicz             | Agnieszka Osiecka           | 3:33    |
|     |                                                                   |                             |                             | 40:26   |

Uwagi
- Utwór „Wio koniku” jest polskojęzycznym coverem piosenki „Gyia ló” László Kazala.

### Rarytasy III (1974–1977)
| Płyta pierwsza | Płyta pierwsza                                              | Płyta pierwsza                         | Płyta pierwsza    | Płyta pierwsza |
| Nr             | Tytuł utworu                                                | Muzyka                                 | Tekst             | Długość        |
| -------------- | ----------------------------------------------------------- | -------------------------------------- | ----------------- | -------------- |
| 1.             | „Rajski deser” (z Markiem Grechutą)                         | Marek Grechuta                         | Agnieszka Osiecka | 2:16           |
| 2.             | „Wrócą chłopcy z wojny” (z Danielem Olbrychskim)            | Katarzyna Gärtner                      | Ernest Bryll      | 5:36           |
| 3.             | „Pieśń ocalenia” (z Czesławem Niemen, na żywo – Opole 1975) | Czesław Niemen                         | Jonasz Kofta      | 8:18           |
| 4.             | „Ziemio, nasza ziemio”                                      | Katarzyna Gärtner                      | Ernest Bryll      | 6:56           |
| 5.             | „Polna droga”                                               | Bill Danoff, Taffy Nivert, John Denver | Agnieszka Osiecka | 4:16           |
| 6.             | „Nasza mama”                                                | Wojciech Korda                         | Agnieszka Osiecka | 4:42           |
| 7.             | „Sto koni”                                                  | Jacek Mikuła                           | Agnieszka Osiecka | 2:40           |
| 8.             | „Zapamiętaj”                                                | Martin Hoffman                         | Agnieszka Osiecka | 3:01           |
| 9.             | „Takiego męża mi dajcie”                                    | Andrzej Zieliński                      | Agnieszka Osiecka | 4:44           |
|                |                                                             |                                        |                   | 42:29          |

| Płyta druga | Płyta druga                                                    | Płyta druga            | Płyta druga       | Płyta druga |
| Nr          | Tytuł utworu                                                   | Muzyka                 | Tekst             | Długość     |
| ----------- | -------------------------------------------------------------- | ---------------------- | ----------------- | ----------- |
| 1.          | „Kolorowe jarmarki” (na żywo – Sopot 1977)                     | Janusz Laskowski       | Ryszard Ulicki    | 5:50        |
| 2.          | „Futbol, futbol, futbol”                                       | Leszek Bogdanowicz     | Jonasz Kofta      | 2:23        |
| 3.          | „Krąży, krąży złoty pieniądz”                                  | Andrzej Korzyński      | Jonasz Kofta      | 2:41        |
| 4.          | „Proszę sądu”                                                  | Jacek Mikuła           | Agnieszka Osiecka | 3:24        |
| 5.          | „Serdeczny mój”                                                | Jacek Mikuła           | Agnieszka Osiecka | 3:07        |
| 6.          | „Zdzich”                                                       | Jan Ptaszyn Wróblewski | Agnieszka Osiecka | 3:56        |
| 7.          | „Kolega maj”                                                   | Jan Ptaszyn Wróblewski | Agnieszka Osiecka | 2:31        |
| 8.          | „Laska niebieska” (z Heleną Vondráčkovą, na żywo – Sopot 1978) | Piotr Kałużny          | Jan Pietrzak      | 3:33        |
|             |                                                                |                        |                   | 27:25       |

Uwagi
- Utwór „Polna droga” jest polskojęzycznym coverem piosenki „Take Me Home, Country Roads” Johna Denvera.

### Rarytasy IV (1977–1982)
| Nr  | Tytuł utworu                  | Muzyka                 | Tekst              | Długość |
| --- | ----------------------------- | ---------------------- | ------------------ | ------- |
| 1.  | „Jestem Maryla”               | Harry Silver           | Wojciech Młynarski | 3:04    |
| 2.  | „Deszcz”                      | Jerzy Wasowski         | Jeremi Przybora    | 4:15    |
| 3.  | „Nawet i nie tuzy”            | Jerzy Wasowski         | Jeremi Przybora    | 2:48    |
| 4.  | „Pa, tato, pa”                | Jerzy Wasowski         | Jeremi Przybora    | 2:16    |
| 5.  | „Bądź mi tatą”                | Jerzy Wasowski         | Jeremi Przybora    | 2:26    |
| 6.  | „Nielojalność”                | Andrzej Zieliński      | Adam Kreczmar      | 7:23    |
| 7.  | „Niesmak”                     | Andrzej Zieliński      | Adam Kreczmar      | 4:33    |
| 8.  | „Niekonsekwencja”             | Andrzej Zieliński      | Adam Kreczmar      | 4:36    |
| 9.  | „Nietolerancja”               | Andrzej Zieliński      | Adam Kreczmar      | 4:37    |
| 10. | „Po naszej stronie gwiazd”    | Piotr Figiel           | Agnieszka Osiecka  | 4:01    |
| 11. | „Okrągły tydzień”             | Andrzej Korzyński      | Jonasz Kofta       | 2:34    |
| 12. | „Od wysokich słońc”           | Andrzej Korzyński      | Jonasz Kofta       | 4:01    |
| 13. | „Słuchaj kropli”              | Andrzej Korzyński      | Jonasz Kofta       | 3:00    |
| 14. | „Wołaniem wołam cię”          | Katarzyna Gärtner      | Ernest Bryll       | 6:54    |
| 15. | „Dziewczynka z zapałkami”     | Jacek Mikuła           | Agnieszka Osiecka  | 3:20    |
| 16. | „Panowie, szanujcie artystki” | Jan Ptaszyn Wróblewski | Agnieszka Osiecka  | 4:03    |
|     |                               |                        |                    | 1:03:51 |

### Rarytasy V (lata 80., część 1)
| Nr  | Tytuł utworu                                 | Muzyka                 | Tekst                  | Długość |
| --- | -------------------------------------------- | ---------------------- | ---------------------- | ------- |
| 1.  | „Ach skąd”                                   | Seweryn Krajewski      | Agnieszka Osiecka      | 2:40    |
| 2.  | „Siedzę w Mławie”                            | Seweryn Krajewski      | Agnieszka Osiecka      | 4:02    |
| 3.  | „Majaczek biedaczka”                         | Andrzej Kleszczewski   | Agnieszka Osiecka      | 2:30    |
| 4.  | „Gołębi song”                                | Seweryn Krajewski      | Jacek Cygan            | 4:10    |
| 5.  | „Fartuszek”                                  | Katarzyna Gärtner      | Agnieszka Osiecka      | 3:58    |
| 6.  | „Gdyby Zenek”                                | Andrzej Kleszczewski   | Agnieszka Osiecka      | 3:49    |
| 7.  | „Dla przegranego w wielkim stylu”            | Aleksander Maliszewski | Wojciech Młynarski     | 3:10    |
| 8.  | „Tępa blondyna”                              | Seweryn Krajewski      | Agnieszka Osiecka      | 3:16    |
| 9.  | „I po co?”                                   | John Porter            | Maciej Zembaty         | 4:32    |
| 10. | „Dentysta sadysta” (w zespole Różowe Czuby)  | Andrzej Kleszczewski   | Jacek Bieleński        | 3:38    |
| 11. | „Szalona motorniczy” (w zespole Lassie wróć) | Lassie wróć            | Jacek Bieleński        | 5:11    |
| 12. | „Napoleon nr 5” (w zespole Lassie wróć)      | Andrzej Kleszczewski   | Jacek Bieleński        | 2:48    |
| 13. | „Przytul mnie” (z Kombi)                     | Sławomir Łosowski      | Marek Dutkiewicz       | 4:34    |
| 14. | „Nie budź się”                               | Janusz Grzywacz        | Magda Wojtaszewska     | 4:06    |
| 15. | „Na nudnym party w Gwadelupie”               | Janusz Grzywacz        | Magda Wojtaszewska     | 6:37    |
| 16. | „Baj, baj”                                   | Andrzej Korzyński      | Andrzej Korzyński      | 3:29    |
| 17. | „Królewskie obietnice” (z Kombi)             | Grzegorz Skawiński     | Małgorzata Maliszewska | 6:06    |
|     |                                              |                        |                        | 1:08:36 |

### Rarytasy VI (lata 80., część 2)
| Nr  | Tytuł utworu            | Muzyka                  | Tekst                 | Długość |
| --- | ----------------------- | ----------------------- | --------------------- | ------- |
| 1.  | „Envy”                  | Jiří Strohner           | Michal Bukovič        | 4:10    |
| 2.  | „Miły mój”              | František Janeček       | Agnieszka Osiecka     | 2:51    |
| 3.  | „Lato”                  | František Janeček       | Agnieszka Osiecka     | 4:04    |
| 4.  | „Just Love”             | František Janeček       | Michal Bukovič        | 3:57    |
| 5.  | „What Is Time?”         | Zdeněk Barták Jr.       | Michal Bukovič        | 3:51    |
| 6.  | „Time Is Money”         | František Janeček       | Michal Bukovič        | 2:33    |
| 7.  | „Męskie piekło”         | Ryszard Szeremeta       | Elżbieta Horbaczewska | 3:49    |
| 8.  | „Mały gigant”           | Ryszard Szeremeta       | Grażyna Orlińska      | 3:18    |
| 9.  | „Gulasz z serc”         | Ryszard Szeremeta       | Bogdan Lisowski       | 4:59    |
| 10. | „I tak i nie”           | Ryszard Szeremeta       | Bogdan Lisowski       | 3:08    |
| 11. | „Kryzys in the sky”     | Andrzej Sikorowski      | Andrzej Sikorowski    | 5:07    |
| 12. | „W pustyni i w puszczy” | Marek Stefankiewicz     | Bogdan Lisowski       | 5:33    |
| 13. | „Podzielcie się”        | Małgorzata Kamińska     | Kalina Jerzykowska    | 5:33    |
| 14. | „Tylko nie pal”         | Jerzy Woy-Wojciechowski | Agnieszka Osiecka     | 4:02    |
| 15. | „Tron”                  | Andrzej Korzyński       | Krzysztof Gradowski   | 4:56    |
| 16. | „Zostanę królową”       | Andrzej Korzyński       | Andrzej Korzyński     | 3:09    |
| 17. | „Almost Happy Summer”   | Zdeněk Barták Jr.       | Michal Bukovič        | 4:12    |
|     |                         |                         |                       | 1:09:12 |

- Utwory „Miły mój” i „Lato” zawierają polskojęzyczne tłumaczenia tekstów Eduarda Pergnera.

### Rarytasy VII (1990–2000)
| Nr  | Tytuł utworu                                     | Muzyka                                              | Tekst                         | Długość |
| --- | ------------------------------------------------ | --------------------------------------------------- | ----------------------------- | ------- |
| 1.  | „Łatwopalni”                                     | Robert Janson                                       | Jacek Cygan                   | 3:36    |
| 2.  | „Anioły pilnują nas”                             | Jarosław Pruszkowski                                | Bogdan Olewicz, Grzegorz Kloc | 3:49    |
| 3.  | „Przyjaciel” (z Rafałem Olbrychskim)             | Rafał Olbrychski                                    | Wojciech Młynarski            | 5:07    |
| 4.  | „Crane’s Crying” (z Vitasem)                     | Svetlana Karabanova                                 | Vitas, Grzegorz Tomczak       | 3:37    |
| 5.  | „Kropka nad i”                                   | Seweryn Krajewski                                   | Jan Wołek                     | 4:23    |
| 6.  | „Łza na rzęsie (mi się trzęsie)”                 | Andrzej Korzyński                                   | Magda Umer                    | 4:28    |
| 7.  | „Roztańczę w sobie świat”                        | Sławomir Sokołowski                                 | Jacek Cygan                   | 2:55    |
| 8.  | „Nikt nam nie strzeli” (z T-raperami znad Wisły) | Piotr Gąssowski                                     | Grzegorz Wasowski             | 3:38    |
| 9.  | „Dalej orły”                                     | Seweryn Krajewski                                   | Wojciech Młynarski            | 2:35    |
| 10. | „Nie nie, tak tak”                               | Jacek Wąsowski                                      | Jacek Wąsowski                | 3:57    |
| 11. | „Druga strona medalu”                            | Romuald Lipko                                       | Jan Biernacki                 | 2:59    |
| 12. | „Tak czy nie”                                    | Aleksandr Maksimov, Paweł Derentowicz, Piotr Siegel | Magda Czapińska               | 2:44    |
| 13. | „Katarynka”                                      | Jerzy Satanowski                                    | Agnieszka Osiecka             | 2:50    |
| 14. | „Jednoaktówka jesienna z życia okulisty”         | Jerzy Satanowski                                    | Jan Wołek                     | 2:47    |
| 15. | „Żelazko”                                        | Henryk Alber                                        | Konstanty Ildefons Gałczyński | 2:44    |
| 16. | „Barbara Ubryk”                                  | Krzysztof Knittel                                   | Konstanty Ildefons Gałczyński | 1:42    |
| 17. | „Karolek” (na żywo)                              | Marek Lusztig                                       | Agnieszka Osiecka             | 6:05    |
| 18. | „Walczyk półfrancuski”                           | Jan Wołek                                           | Jan Wołek                     | 2:50    |
|     |                                                  |                                                     |                               | 1:02:46 |

## Box sety
Wszystkie box sety zostały wydane 19 listopada 2013.
| Tytuł            | Zawartość |
| ---------------- | --- |
| Antologia I–V    | - Żyj mój świecie - Rarytasy I (1967–1970) - Wyznanie - Rarytasy II (1970–1973) - Rok                             |
| Antologia VI–X   | - Sing-Sing - Wsiąść do pociągu - Rarytasy III (1974–1977) - Cyrk nocą - Rarytasy IV (1977–1982)                  |
| Antologia XI–XV  | - Święty spokój - Był sobie król - Gejsza nocy - Rarytasy V (lata 80., część 1) - Rarytasy VI (lata 80., część 2) |
| Antologia XVI–XX | - Polska Madonna - Absolutnie nic - Złota Maryla - Rarytasy VII (1990–2000) - Niebieska Maryla                    |